# Paderna (Vezzano sul Crostolo)
Paderna è una frazione del comune italiano di Vezzano sul Crostolo, nella provincia di Reggio Emilia, in Emilia-Romagna.

## Geografia fisica
Paderna sorge su crinale affacciato sulla valle del torrente Crostolo, nelle colline reggiane. La frazione, composta dalle località sparse di Case di Sopra, Case di Sotto, Melano, Pedergnano, Signano e Travaglioli, è situata a 5,5 km a sud-ovest del capoluogo comunale Vezzano sul Crostolo.

## Storia
Menzionata per la prima volta in un documento del 1010, la frazione fu ceduta da Bonifacio di Canossa al vescovo di Reggio nel 1070. Nel 1188 e nel 1197 gli uomini di Paderna giurarono fedeltà al Comune di Reggio. Il locale castello, già ricordato nel XII secolo, fu occupato dai Fogliani nel 1287 ed assegnato ai Canossa nel 1311.
Dopo la Restaurazione Paderna fu annessa al territorio di San Polo e nel 1859, con il decreto Farini, fu inclusa nel territorio del neocostituito comune di Vezzano.

## Monumenti e luoghi d'interesse
- Chiesa di San Michele Arcangelo, già menzionata come dipendente della Pieve di Paullo nelle decime del XIV secolo, fu rifatta nelle forme attuali a metà dell'800. Fu restaurata nel 1998[3].